# Corral (ort)
Corral är en ort i Chile.   Den ligger i regionen Región de Los Ríos, i den södra delen av landet, 800 km söder om huvudstaden Santiago de Chile. Corral ligger 5 meter över havet och antalet invånare är 3 500.
Terrängen runt Corral är kuperad. Havet är nära Corral norrut. Runt Corral är det ganska tätbefolkat, med 166 invånare per kvadratkilometer.. Närmaste större samhälle är Valdivia, 17,7 km nordost om Corral. 
I omgivningarna runt Corral växer i huvudsak städsegrön lövskog.